# Tancheche
Tancheche är en ort i Mexiko.   Den ligger i kommunen Tempoal och delstaten Veracruz, i den sydöstra delen av landet, 240 km norr om huvudstaden Mexico City. Tancheche ligger 42 meter över havet och antalet invånare är 249.
Terrängen runt Tancheche är platt. Runt Tancheche är det ganska tätbefolkat, med 72 invånare per kvadratkilometer. Närmaste större samhälle är Tempoal de Sánchez, 2,5 km norr om Tancheche. Omgivningarna runt Tancheche är en mosaik av jordbruksmark och naturlig växtlighet.